# جو جونسون
جو جونسون (بالإنجليزية: Joe Johnson)‏ مواليد 29 يونيو 1981، هو لاعب كرة سلة أمريكي يلعب مع فريق بروكلين نتس في الرابطة الوطنية لكرة السلة ويحمل الرقم 7. يبلغ طوله 6 قدم 7 بوصة (2.0 م).

## فرق لعب لها
- بوسطن سيلتكس
- فينيكس صنز
- أتلانتا هوكس
- بروكلين نتس
- بروكلين نتس

## روابط خارجية
- جو جونسون على موقع الاتحاد الدولي لكرة السلة (الإنجليزية)
- جو جونسون على موقع إن بي أي (الإنجليزية)
- جو جونسون على موقع سبورتس رفرنس (الإنجليزية)
- جو جونسون على موقع كرة السلة الأوروبية.كوم (الإنجليزية)
- جو جونسون على موقع إي إس بي إن.كوم (الإنجليزية)
- جو جونسون على موقع كلية كرة السلة في سبورتس رفرنس.كوم (الإنجليزية)
- جو جونسون على موقع ريلجم (الإنجليزية)
- جو جونسون على موقع بروبوليرز (الإنجليزية)